# Lijst van beschermd erfgoed in Manage
Onderstaande tabel geeft een overzicht van de beschermde erfgoederen in de gemeente Manage. Het beschermd erfgoed maakt onderdeel uit van het cultureel erfgoed in België.
| Object                                                             | Bouwjaar/architect | Deelgemeente | Adres                     | Coördinaten                   | Nummer?                | Afbeelding                                                     |
| ------------------------------------------------------------------ | ------------------ | ------------ | ------------------------- | ----------------------------- | ---------------------- | -------------------------------------------------------------- |
| Kasteel van Cour-au-Bois en omgeving                               |                    |              | chaussée de Nivelles n°42 | 50° 30' 32" NB, 4° 13' 53" OL | 52043-CLT-0001-01 Info |                                                                |
| Pastorie van de parochie Saint-Jean Baptiste en de omliggende muur |                    |              | place de l'église n°17    | 50° 30' 12" NB, 4° 13' 1" OL  | 52043-CLT-0003-01 Info |                                                                |
| De dreef, het park en de tuinen van Mariemont                      |                    |              | chaussée de Mariemont 100 | 50° 28' 36" NB, 4° 14' 42" OL | 52043-CLT-0006-01 Info | De dreef, het park en de tuinen van Mariemont                  |
| Het park en dubbele toegangsallee van het domein van Mariemont     |                    |              |                           | 50° 28' 36" NB, 4° 14' 42" OL | 52043-PEX-0001-01 Info | Het park en dubbele toegangsallee van het domein van Mariemont |